# Sosna kalabryjska
Sosna kalabryjska (Pinus brutia Ten.) – gatunek drzewa z rodziny sosnowatych. Sosna kalabryjska występuje głównie na terenie Turcji, także we wschodniej Bułgarii, Grecji, Azerbejdżanie, północnym Iraku, wschodniej Syrii, Libanie, na Krecie, Cyprze, we Włoszech oraz na czarnomorskim wybrzeżu Rosji i Abchazji. Gatunek ten sprowadzony został z Turcji do włoskiej prowincji Kalabria w czasach rzymskich (wówczas Brutia). Jedna odmiana tego gatunku uznana została za zagrożoną.

## Morfologia
PokrójŚrednich rozmiarów drzewo iglaste, wiecznie zielone. Korona za młodu stożkowata, z wiekiem spłaszcza się, staje się otwarta i nieregularna.
PieńPień prosty, osiąga wysokość 25–35 metrów i średnicę do 1,5 m. Kora początkowo szara i gładka, z wiekiem czerwono-brązowa, gruba i spękana.
LiścieIgły zebrane w pęczki po 2, chociaż zdarzają się po 3, długości 10–18 cm, szerokości około 1 mm, ciemnozielone.
SzyszkiSiedzące. Grube, twarde i ciężkie, o długości 6–11 cm. Młode szyszki są zielone, po roku stają się czerwono-brązowe. Nasiona długości 7–8 mm z 15–20 mm skrzydełkiem.

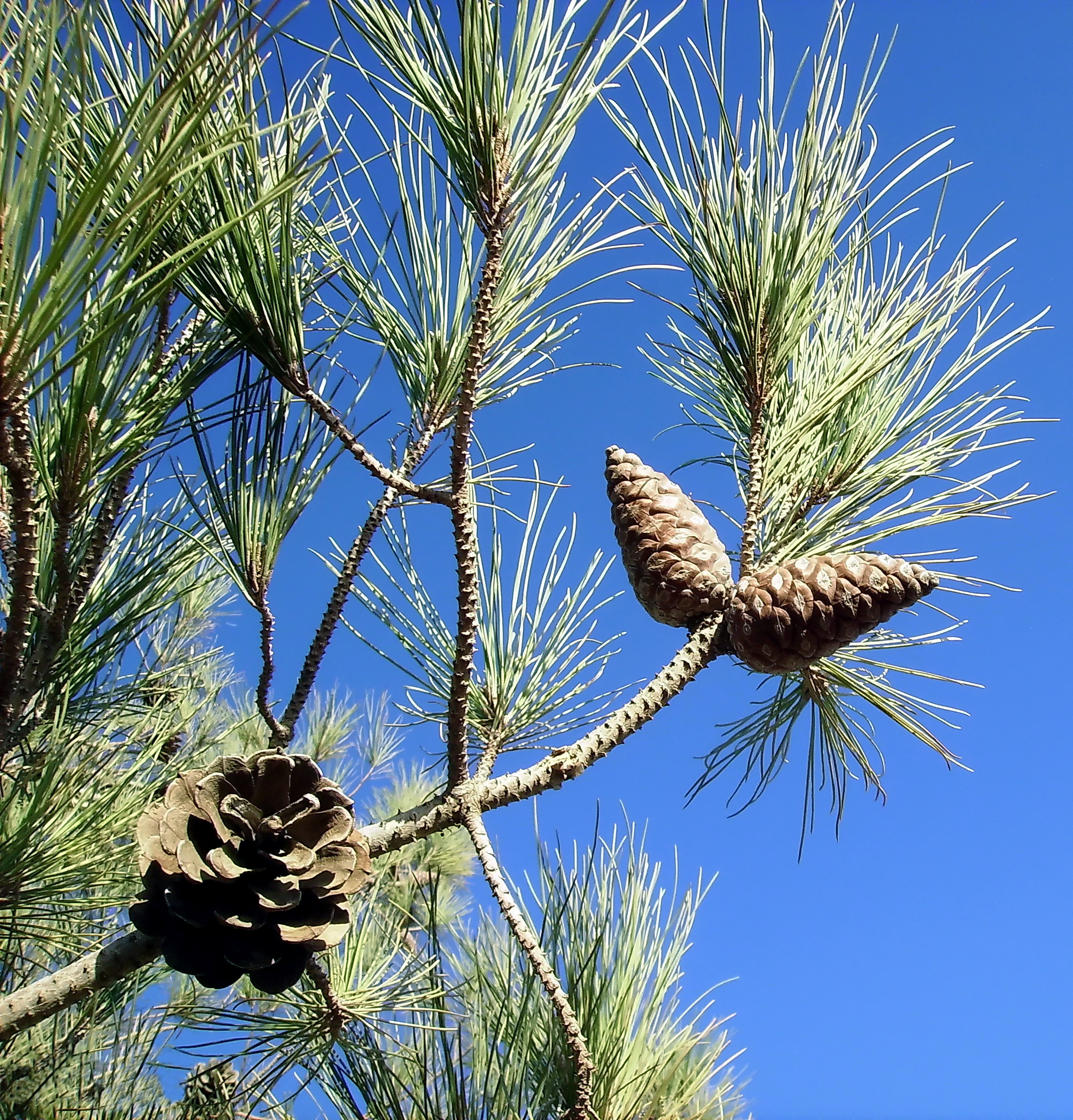
Liście i szyszki (Syria)
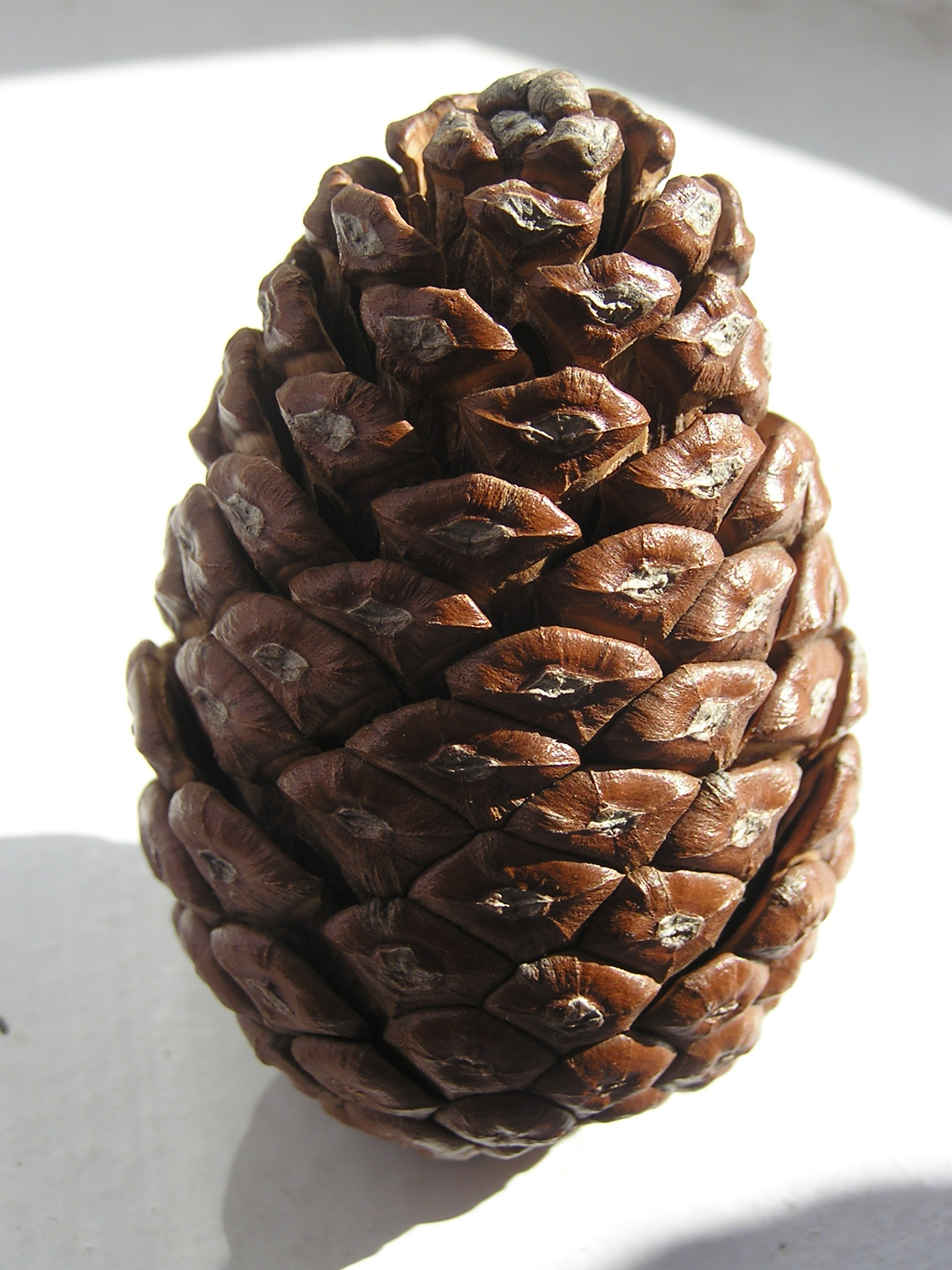
Szyszka nasienna

Gatunki podobneBlisko spokrewniona sosna alepska osiąga mniejsze rozmiary (do 20 m wysokości i 100 cm średnicy). Ma igły jasnozielone i delikatniejsze (do 12 cm długości i poniżej 1 mm średnicy). Szyszki ma krótkoszypułkowe.

## Biologia i ekologia
Igły pozostają na drzewie od 1,5 do 2,5 lat. Szyszki nasienne dojrzewają w kwietniu w dwa lata po zapyleniu. Otwierają się zaraz potem lub w ciągu kolejnych 2 lat, chociaż czasem nasiona uwalniają, dopiero gdy deszcz rozmiękczy łuski.
Preferuje podłoże wilgotne. Lubi stanowiska nasłonecznione.

## Systematyka i zmienność
Synonimy: Pinus halepensis var. brutia (Ten.) Elwes et Henry, Pinus halepensis subsp. brutia (Tenore) Holmboe, Pinus persica Strangw.
Pozycja gatunku w obrębie rodzaju Pinus:
- podrodzaj Pinus
  - sekcja Pinus
    - podsekcja Pinaster
      - gatunek P. brutia

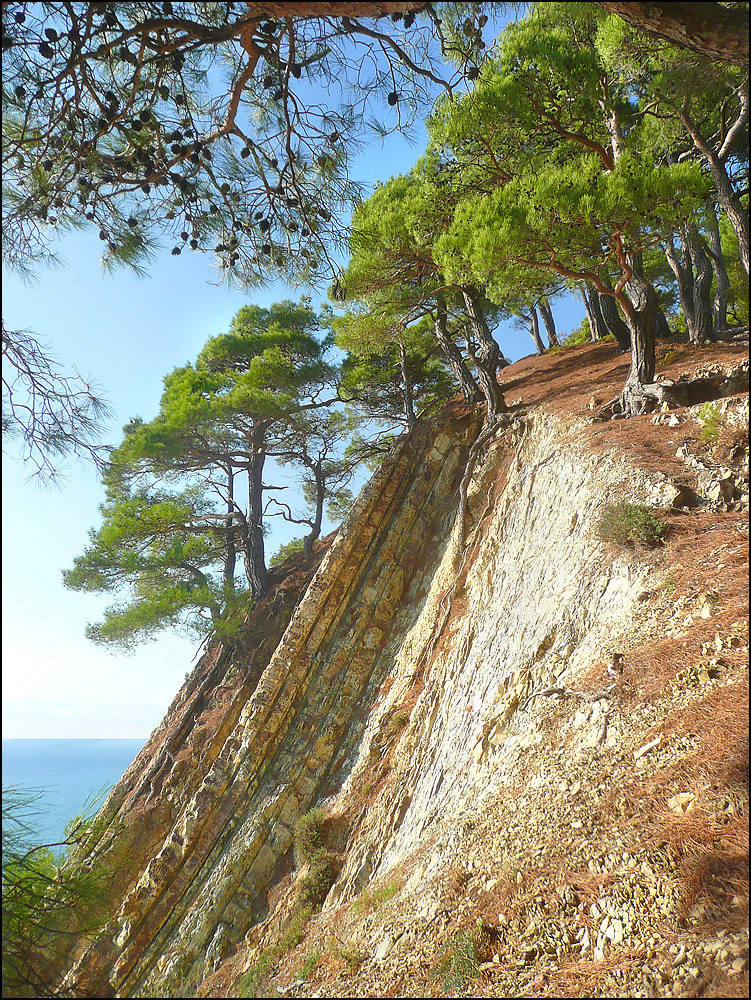
Wybrzeże Morza Czarnego, Dzhankhot, Rosja

Sosna kalabryjska klasyfikowana jest czasem jako podgatunek sosny alepskiej (P. halepensis subsp. brutia). Częściej traktowana jest jako osobny gatunek blisko spokrewniony z sosną alepską, a także sosną kanaryjską i sosną nadmorską. Jest to gatunek o średniej zmienności. Wyróżnia się 4–5 podtaksonów, ujmowanych różnie, między innymi jako cztery odmiany (var. brutia, var. pityusa, var. pendulifolia, var. eldarica) lub jako cztery odmiany i podgatunek:
- Pinus brutia var. brutia – odmiana typowa, rośnie w rejonie Morza Śródziemnego,
- Pinus brutia var. pityusa (Steven) Silba (syn, P. pityusa Steven) – pochodzi z Abchazji (z rejonu Picundy skąd wzięła nazwę), występuje też w rejonie Kaukazu,
- Pinus brutia var. stankewiczii (Sukaczev) Frankis,
- Pinus brutia var. pendulifolia Frankis – występuje w Turcji,
- Pinus brutia subsp. eldarica (Medw.) Nahal – podgatunek czasem uważany za osobny gatunek Pinus eldarica Medw. Pochodzi z Azerbejdżanu.

## Zagrożenia
Gatunek umieszczony został przez międzynarodową organizację IUCN w Czerwonej księdze gatunków zagrożonych w grupie gatunków niższego ryzyka (kategoria zagrożenia: LC, według klasyfikacji v2.3 i v3.1). Odmiana P. brutia var. pityusa uznana została za zagrożoną (kategoria zagrożenia: VU, według klasyfikacji v2.3 i v3.1), w związku z utratą części siedlisk w obszarze występowania. Głównym zagrożeniem jest rozwój infrastruktury w rejonie wybrzeża Morza Czarnego, szczególnie w rejonie Półwyspu Krymskiego. Podgatunek P. brutia subsp. eldarica, ujęty w randze odmiany P. brutia var. eldarica (Medw.) Silba, uzyskał w 2013 r. status taksonu bliskiego zagrożeniu (kategoria NT, według klasyfikacji v3.1). Takson ten, endemit Azerbejdżanu, rośnie dziko w jednej lokalizacji, wprawdzie objętej ochroną (wpierw w Parku Narodowym Göygöl, a od 2004 w osobnym Państwowym Rezerwacie Przyrody „Sosna eldarska”) ale narażonej na choroby powodowane przez grzyby, dotykające plantacji w Kaukazie Południowym.

## Zastosowanie
- Roślina ozdobna – drzewo chętnie sadzone w parkach i ogrodach, w rejonach o suchym i ciepłym klimacie (np. Arizona, Kalifornia).
- Jest bardzo wytrzymała na suszę i wiatry, sadzona na piaskach chroni podłoże przed wywiewaniem piasku[12].
- Roślina użytkowa – sosna kalabryjska jest jednym z ważniejszych drzew leśnych w północno-wschodnim rejonie Morza Śródziemnego. Owad Marchalina hellenica żywiący się sokiem tej sosny produkuje duże ilości spadzi, która zbierana jest przez pszczoły miodne i daje dobrej jakości miód sosnowy, ceniony za walory smakowe i lecznicze[potrzebny przypis].
- Drewno – uprawiana jest jako źródło drewna.

## Udział w kulturze
- Żywica otrzymywana z drewna i szyszek w Starożytnym Egipcie była używana do balsamowania zwłok faraonów[12].
- Niemal wszyscy znawcy roślin biblijnych są zgodni, że sosna kalabryjska wymieniona jest w tych miejscach Biblii, gdzie mowa jest o sprowadzanym drewnie sosnowym. W czasach biblijnych sosna ta nie występowała bowiem na Ziemi Świętej, ale występuje na obszarze śródziemnomorskim. Ponadto M. Zohary zauważył, że pięciokrotnie występujące w hebrajskim oryginale Biblii słowo `ёṣ šemen jest podobne do obecnej nazwy sosny `őren i powinno być przetłumaczone jako sosna, a nie „drzewo oliwne” lub „dzika oliwka”, jak to błędnie uczyniono w wielu przekładach Biblii (również w Biblii Tysiąclecia)[12].